# أدهم باشا

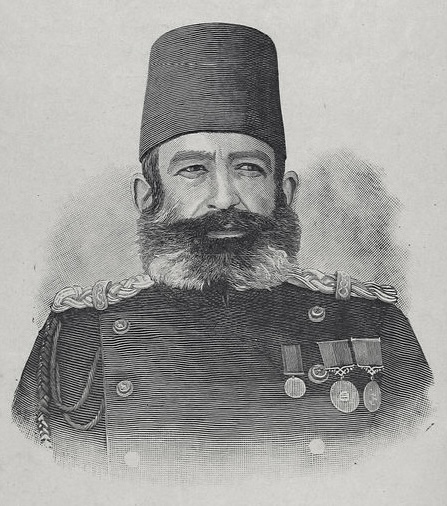
أدهم باشا

الفريق أدهم باشا (1851-1909) قائد عسكري عثماني ولد ولد بإسطنبول عام 1844 م، وتخرّج من المدرسة الحربية عام 1862 م.عُيّن ياورا للمشير صفوت باشا والي الحجاز وتدرّج في الرتب العسكرية وأبدى شجاعة فائقة في حصار بلفنة في بلغاريا أثناء الحرب الروسية التركية وأُصيب بشظية أثناء القتال. وتمّ منحه رتبة لواء ثم رتبة الفريق تقديراً لشجاعته.عُيّن قائدا عاما للقوات العثمانية أثناء قتالها ضد اليونانيين عام 1897 م فحقّق انتصارات كبيرة عليها، واستولى على لاريسا وتريكالا وفولوس وفرسالا وغيرها، مما اضطُرّ الدولة اليونانية لطلب الصلح.
كان من المنادين بالدستور. وقد اشترك مع محمود شوكت باشا في الإستيلاء على قصر يلدز وخلع السلطان عبد الحميد الثاني عن العرش، توفي في القاهرة في شهر سبتمبر عام 1909 م (1327 هجري).
سجّل أمير الشعراء أحمد شوقي انتصاراته الرائعة في قصيدة رثاء بعد موته قال فيها:
كما رثاه الشاعر المناضل ولي الدين يكن قائلا: